# Takuya Nagasawa
Takuya Nagasawa (長澤 拓哉 Nagasawa Takuya?), född 10 april 1993 i Nagano prefektur, är en japansk fotbollsspelare.
Nagasawa började sin karriär 2017 i Kamatamare Sanuki. Han spelade 13 ligamatcher för klubben.